# Torre del Rellotge de Sighișoara
La Torre del Rellotge de Sighişoara (en romanès: Turnul cu Ceas din Sighişoara) és un destacat edifici històric situat a la petita ciutat de Sighişoara (Transsilvània, Romania). La torre és també coneguda com a Torre del Consell, perquè va funcionar com a tal entre els segles XIV i xvi.
La Torre del Rellotge mesura 64 metres alçada, dels quals 39,5 metres el forma la teulada que està rematat en forma d'agulla, a més té quatre torretes als costats. És la més important de les nou torres de defensa de la fortalesa de Sighisoara que s'han conservat fins avui (d'un total de 14). La torre està situada al sud-est de la ciutat i és visible des de qualsevol lloc de centre de Sighişoara.
L'edifici va ser construït al segle xiv per protegir la porta principal de la ciutat. Destruïda per un incendi, va ser reconstruïda en 1677 en estil barroc amb el pinacle de la torre inspirat en la torre de castell de la Catedral de Sant Vito a Praga. És a partir de 1648 quan es col·loca el rellotge provinent de Suïssa a la cimera de la torre (amb figuretes de fusta que simbolitzen els dies de la setmana). A la punta de la torre es troba en una petita esfera d'or un gall meteorològic, que prediu el temps.
A l'edat mitjana la torre va ser defensada per soldats regulars. Actualment la torre acull el Museu d'Història, a més, prop de la mateixa es troba la casa on va néixer Vlad III l'Empalador convertida en un restaurant i amb el bust d'aquest personatge històric. En l'actualitat la Torre del Rellotge és el símbol de Sighişoara i es troba al centre històric de la ciutat, declarat Patrimoni de la Humanitat a 1999 per la Unesco.